# ريستارت
ريستارت  (أي إعادة التشغيل) هو فيلم مصري كوميدي رومانسي، ضمن موسم أفلام عيد الأضحى. الفيلم من إخراج سارة وفيق، وتأليف أيمن بهجت قمر، وبطولة تامر حسني، هنا الزاهد، باسم سمرة، محمد ثروت، وعصام السقا، مع عدد من ضيوف الشرف من بينهم إلهام شاهين، محمد رجب، أحمد حسام (ميدو)، شيماء سيف، ورانيا منصوروعمر زكريا. يناقش الفيلم قضايا اجتماعية معاصرة تتعلق بتأثير وسائل التواصل الاجتماعي على حياة الأفراد، في إطار كوميدي ورومانسي،

## القصة
تدور أحداث الفيلم حول "محمد" (يجسده تامر حسني)، وهو مهندس يعمل كفني هواتف بسيط، يحلم بالزواج من "عفاف" (تجسدها هنا الزاهد)، وهي مؤثرة صغيرة على وسائل التواصل الاجتماعي. تواجههما تحديات مالية تعيق تحقيق حلمهما، فيقرران التعاون مع عائلتهما الكوميدية للسعي وراء الشهرة عبر الإنترنت. خلال رحلتهما، يواجهان مواقف طريفة وتحديات تعكس تأثير السوشيال ميديا على القيم والمبادئ، مع تسليط الضوء على فكرة "البدايات الجديدة" أو "إعادة التشغيل" (ريستارت) في الحياة.
في سياق آخر، يتخذ محمد قرارًا جريئًا بمحاولة قطع الإنترنت عن مصر بشكل نهائي، كرد فعل على الاستخدام السلبي لوسائل التواصل الاجتماعي، مما يضيف بُعدًا دراميًا وكوميديًا للأحداث، مع مناقشة قضية جدلية حول تأثير التكنولوجيا على المجتمع.

## وصلات خارجية
- ريستارت على موقع IMDb (الإنجليزية)
- ريستارت على موقع قاعدة بيانات الأفلام العربية
- ريستارت على موقع قاعدة بيانات الفيلم (الإنجليزية)
- ريستارت على موقع ليتربوكسد (الإنجليزية)